# أليس ويلوغبي
أليس روز ويلوغبي (مواليد 17 يناير 1991) هي متسابقة دراجات بي إم إكس (BMX) محترفة أمريكية تتسابق بشكل تنافسي منذ عام 2002. وهي تستخدم لقب "الوحش".

## معالم مهنة السباق
بدأت السباق: عام 1997 وهي في السادسة من عمرها. تسابقت مع شقيقها واقترحت عليه تجربتها.
نتيجة السباق الأول: تراجعت عن السباق في اللحظة الأخيرة. نظرت إلى أسفل التلة البداية شديدة الانحدار ولم تستطع حمل نفسها على القيام بذلك. بعد التغلب على شعورها بالأعصاب في الأسبوع التالي، احتلت المركز الثاني في محاولتها الثانية للسباق.
تحولت إلى محترفة/نخبة: محترفة خلال الأسبوع الثالث من شهر يناير 2006 عندما كان عمرها 15 عامًا.
نتيجة السباق الاحترافي الأول: المركز الثالث في اليوم الأول في بطولة وينترناشونالز التابعة لجمعية الدراجات الأمريكية في فينيكس، أريزونا، في 1 أبريل 2006. وجاءت في المركز الثالث أيضًا في اليوم التالي.
أول فوز احترافي: في دي سوتو، تكساس، في 7 مايو 2006 (اليوم الثاني).
عانت ويلوغبي فى2021: حادث مروع في دورة الألعاب الأولمبية الصيفية 2020 (التي أقيمت في 2021) ولم تتأهل للنهائي.

## رعاة متجر الدراجات
ملاحظة: تشير هذه القائمة فقط إلى الرعاة الأساسيين للمتسابق. في أي وقت من الأوقات يمكن أن يكون للمتسابق العديد من الرعاة المشاركين المتغيرين باستمرار. يمكن التحقق من الرعاية الأولية من خلال التغطية الصحفية لـ بي إم إكس وإعلانات الراعي في الوقت المعني.

### هواة
ستاتس/ تى بى اس: 2001-سبتمبر 2003
أفنت/بومبشيل: سبتمبر 2003 - نوفمبر 2004
الدراجات الفائقة: نوفمبر 2004 - 3 ديسمبر 2005
(استشارات إدارة البناء): أوائل ديسمبر 2005 - 17 ديسمبر 2006

### احترافي
شركة فورمولا للدراجات/مصنع مونستر: 18 ديسمبر 2006 - 31 ديسمبر 2008
دراجات ريدلاين: 1 يناير 2009 – 23 مارس 2017

### ألقاب بي إم إكس للدراجات المهنية
- 1999,'00,'01,'02,'03,'04 منطقة مينيسوتا 6 (MN-06) رقم 1
- 1999،'00،'02،'03،'04 بطلة ولاية مينيسوتا
- 2000،'01،'02،'03،'04 بطلة كأس ريدلاين للمنطقة الوسطى
- 2000 9 الفئة العمرية الوطنية للفتيات (NAG) رقم 1
- 2000 بطلة سباق الأبطال التاسع للفتيات (ROC).
- 2001 10 فتيات تذمر رقم 1
- 2002 11 فتيات تذمر رقم 1
- 2002 11 بطلة جمهورية الصين للفتيات
- 2002 11 بطلة وطنية كبرى للفتيات
- 2002 الوطنية للبنات رقم 2
- 2003 12 بطلة العالم للفتيات
- 2003 12 فتاة تذمر رقم 1
- 2003 12 بطلة جمهورية الصين للفتيات
- 2003 12 بطلة وطنية كبرى للفتيات
- 2003 الفتاة الوطنية رقم 2
- 2004 13 فتاة تذمر رقم 1
- 2004 13 بطلة جمهورية الصين للفتيات
- 2001،04 الفتاة رقم 1 على المستوى الوطني

### الطراد
- 2000،'01،'02،'03،'04 كروزر مينيسوتا منطقة 6 رقم 1
- 2002،'03'04 بطلة ولاية مينيسوتا كروزر
- 2000،'01 10 بطلة المنطقة الوسطى
- 2002،03،'04 11-13 بطلة كأس ريدلاين الإقليمية للفتيات كروزر سنترال
- 2001 10 تحت الفئة العمرية الوطنية (NAG)
- 2002،'03،'04 11-13 المجموعة العمرية الوطنية (NAG)
- 2002،'03 بطلة سباق الأبطال كروزر.
- 2003,'04 الوطنية رقم 1 فتاة كروزر

### الاتحاد الدولي للدراجات (UCI)
- 2001،'02،'03،'04 بطلة العالم
- 2001،'04 بطلة العالم للطرادات
- 2007 بطلة العالم للفتيات في فئة 15-16[10]

### احترافي
- 2006,'07 على المستوى الوطني رقم 1 للنساء

الاتحاد الدولي للدراجات (UCI)*
- 2017، 2019 بطلة العالم للنخبة للسيدات

الولايات المتحدة الأمريكية للدراجات
- 2010 النخبة للسيدات المركز الثاني البطلة الوطنية

## الجوائز والميداليات
حازت على الميدالية الفضية الأولمبية لعام 2016 في سباق بي إم إكس في ريو. اختيرت مدربة الفريق الأولمبي للولايات المتحدة الأمريكية لعام 2012، وستمثل الولايات المتحدة الأمريكية في حدث ركوب الدراجات بي إم إكس للسيدات في دورة الألعاب الأولمبية الصيفية 2012 في لندن، المملكة المتحدة.
حصلت على جائزة مبتدئ برو لعام 2006 من قبل قراء مجلة بي إم إكسير، المنشور الرسمي لـ ABA. وهي أول امرأة تفوز باللقب.
في عمر 15 عامًا، كانت أصغر أنثى تحمل اللقب الوطني رقم 1 للمحترفين للسيدات. وهي أيضًا واحدة من أصغر الأشخاص الذين تحولوا إلى محترفين في رياضة بي إم إكس منذ الأيام الأولى للفئة الاحترافية في أواخر السبعينيات. وهي أيضًا واحدة من أصغر اللاعبين الذين حصلوا على لقب احترافي منذ تلك الحقبة.
كانت أيضًا أول امرأة تحصل على جميع تصنيفات قسم الفتيات الثلاثة الموجودة: رقم 1 فتاة هاوية، رقم 1 فتاة هواة كروزر والفتاة رقم 1 برو. لقد أصبحت أليس روز ويلوب رقم 1 برو جيرل في عامها الأول.
نظرًا لأن عمرها 17 عامًا فقط في عام 2008، فاتتها المشاركة في دورة الألعاب الأولمبية الصيفية لعام 2008 في بكين، الصين بسبب الحد الأدنى لسن 19 عامًا للمشاركة بسنتين. كانت أول منافسة أولمبية لها في دورة الألعاب الأولمبية الصيفية 2012 في لندن، إنجلترا.

## الحياة الشخصية
تزوجت أليس ويلوغبي من سام ويلوبي في عام 2019.